# Livre d'Esdras
Le Livre d'Esdras (ou Ezra) est un livre de la Bible hébraïque et de l'Ancien Testament. Il existe quatre livres portant ce nom, appelés différemment selon des traditions littéraires très complexes.

## Présentation
Le second Livre d'Esdras, parfois appelé aussi Livre de Néhémie, a été distingué du premier Livre d'Esdras assez tardivement, en Espagne. Jusqu'en 1448, les livres d'Esdras et de Néhémie étaient regroupés dans les textes massorétiques ; Jérôme de Stridon note que les « Hébreux » les lisent « en un seul rouleau ». Plusieurs manuscrits latins ont fait de même jusqu'au XIIIe siècle.
Les troisième et quatrième livres d'Esdras font partie du corpus des Écritures de la Bible latine. Ils sont placés le plus souvent à la suite de Néhémie dans les bibles latines manuscrites. Le quatrième livre est omis dans certains manuscrits de la version parisienne ou universitaire de la Vulgate latine du XIIIe siècle. La Glose ordinaire de la Bible propose un commentaire du premier et du second Livre, et reproduit à leur suite, mais sans commentaire, le texte des Livres 3 et 4.
Les deux premiers Livres sont reconnus par toutes les confessions, et couramment appelés les livres d'Esdras et de Néhémie. Les chrétiens orthodoxes acceptent les troisième et quatrième livres d'Esdras comme canoniques, et précisément deutérocanoniques. Le judaïsme moderne, l'Église catholique romaine et les réformés les rejettent comme extra-canoniques ou apocryphes.
Le canon catholique des Écritures, promulgué par le concile de Ferrare-Florence et le concile de Trente, ne mentionne que les deux premiers Livres d'Esdras. La version sixto-clémentine de la Bible latine (Vulgate), promulguée en 1592 en application des décrets du concile de Trente, reproduit les livres 3 et 4 à la suite de tous les livres bibliques (en appendice). Une note introductive précise que 3-4 Esdras ne font pas partie du corpus des Écritures défini par le concile de Trente, mais qu'il convient d'en conserver la mémoire puisqu'ils sont cités par certains Pères et se trouvent dans certains manuscrits de la Bible.
| Texte massorétique (hébreu) | Septante (grecque)              | Vulgate (latine) |
| --------------------------- | ------------------------------- | ---------------- |
| Ezra                        | Esdras B                        | I Esdras         |
| Néhémie                     | Esdras B                        | II Esdras        |
|                             | Esdras A                        | III Esdras       |
|                             | IV Esdras (Apocalypse d'Esdras) |                  |

## Résumé
Les chapitres 1 à 6 du troisième Livre d'Esdras décrivent le décret de Cyrus en 537 av. J.-C. et le retour des Juifs sous Zorobabel. Dans les chapitres 7 à 10, qui se déroulent 60 à 80 ans plus tard, Esdras va à Jérusalem. Avec ses compagnons, il jeûne et prie pour obtenir protection. À Jérusalem, ils apprennent que de nombreux Juifs ont épousé des étrangères. Considérant qu'ils se sont ainsi souillés, Esdras prie pour eux et les convainc de renvoyer femmes et enfants.